# Nixon Perea
Nixon Perea, född 15 augusti 1973, är en colombiansk tidigare fotbollsspelare.
I mars 1993 blev han uttagen i Colombias trupp till U20-världsmästerskapet 1993.